# Kreis Rheinwald
| Rheinwald           | Rheinwald         |
| ------------------- | ----------------- |
| Rheinwald           |                   |
| Basisdaten          |                   |
| Staat:              | Schweiz           |
| Kanton:             | Graubünden (GR)   |
| Bezirk:             | Hinterrhein       |
| Hauptort:           | Splügen           |
| Fläche:             | 171,94 km²        |
| Einwohner:          | 780 (31.12.2009)  |
| Bevölkerungsdichte: | 5 Einw. pro km²   |
| Aufgehoben am:      | 31. Dezember 2015 |
| Karte               |                   |
| Karte von Rheinwald |                   |

Der Kreis Rheinwald bildete bis zum 31. Dezember 2015 zusammen mit den Kreisen Avers, Domleschg, Schams und Thusis den Bezirk Hinterrhein des Kantons Graubünden in der Schweiz. Der Sitz des Kreisamtes war in Splügen. Es wird eine Fusion aller Gemeinden des Kreises zur Gemeinde Rheinwald geprüft. Durch die Bündner Gebietsreform wurden die Kreise aufgehoben.

## Gemeinden
Der Kreis setzte sich aus folgenden Gemeinden zusammen:
| Wappen      | Name der Gemeinde | Einwohner (Dez. 2016) | Fläche in km² | BFS-Nr |
| ----------- | ----------------- | --------------------- | ------------- | ------ |
| Hinterrhein | Hinterrhein       | 68                    | 48,30         | 3691   |
| Nufenen     | Nufenen           | 150                   | 28,03         | 3693   |
| Splügen     | Splügen           | 377                   | 60,49         | 3694   |
| Sufers      | Sufers            | 151                   | 34,62         | 3695   |

## Veränderungen im Gemeindebestand seit 2000

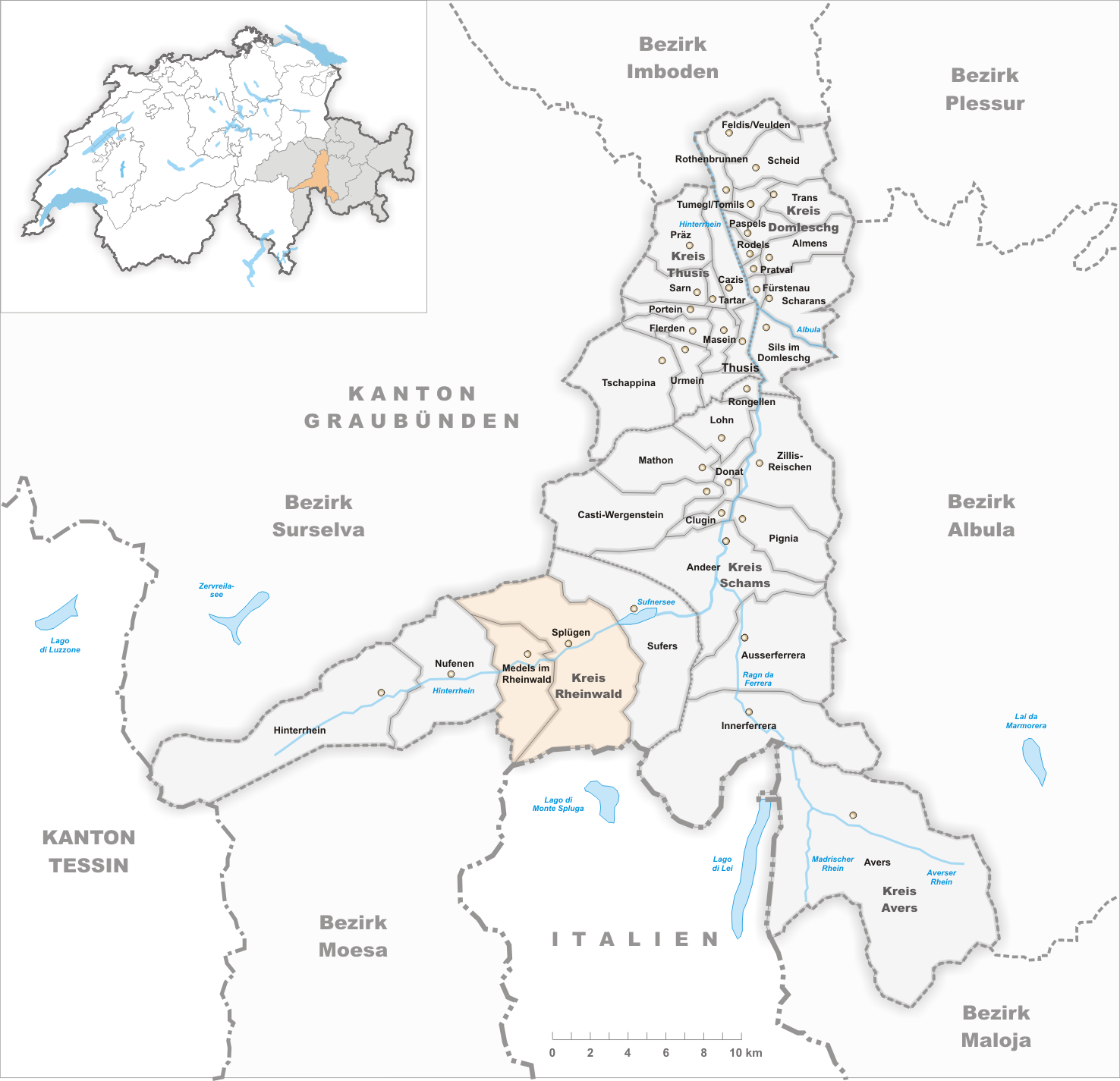
Gemeinden bis 2005

### Fusionen
- 2006: Splügen und Medels im Rheinwald → Splügen